# Arca-Pianelli
Pour les articles homonymes, voir Pianelli.
Arca-Pianelli est un village situé sur la commune de Porto-Vecchio, en Corse-du-Sud.

## Géographie

### Situation
Arca-Pianelli est situé à six kilomètres, par la route, au sud-ouest du centre-ville de Porto-Vecchio et à environ quarante mètres d'altitude.

### Accès
Le village est traversé par les routes départementales D659 et D659a qui le relient respectivement à Porto-Vecchio et Muratello.

## Urbanisme
Le village est constitué de deux quartiers principaux : Arca et Pianelli, auxquels il convient d'ajouter Petra d'Arca.

### Arca
Le petit cœur villageois d'Arca comprend l'église Sainte-Lucie.

### Pianelli
Pianelli (I Pianedda) est le plus étendu des deux quartiers. Ses maisons de granite resserrées s'étalent en longueur sur la D659a en direction de Muratello.

## Lieux et monuments
- Église Sainte-Lucie à Arca.